# 滨对虾属
滨对虾属（學名：Litopenaeus）是對蝦科的一個屬，先前都是對蝦屬（Penaeus）的物種。

## 物種
現時本屬包括有五個物種：
- Litopenaeus occidentalis (Streets, 1871)
- Litopenaeus schmitti (Burkenroad, 1936)
- 白濱對蝦Litopenaeus setiferus (Linnaeus, 1767)
- 细角滨对虾 Litopenaeus stylirostris (Stimpson, 1871)
- 中南美白對蝦 Litopenaeus vannamei (Boone, 1931)，凡纳滨对虾